# Абдул Кадір
Абдул Кадір (англ. Abdul Qadir, урду عبد القادر) — громадський і політичний діяч Британської Індії і Пакистану, журналіст і літературний критик, який писав на урду.

## Біографія
Народився у місті Лудхіяна у знатній і заможній сім'ї пенджабського шейха Фатхаддіна де Касура. Отримав середню освіту в християнському коледжі в Лахорі. У період між 1895 і 1904 роками був головним редактором мусульманської газети «The Observer», що виходила в Лахорі англійською мовою. У 1901 році заснував літературний журнал «Махзан» (урду مخزن, укр. Скарбниця), що став дуже популярним. У ньому друкувалися багато поетів і прозаїків Індії (Халі, Ікбал, Акбар тощо). У 1904—1907 роках жив у Лондоні, де вивчав юриспруденцію. Отримавши право на зайняття адвокатською діяльністю, повернувся в Індію. Працював адвокатом, а потім до 1920 року генеральним прокурором в місті Лайяллпур. У 1919 році йому присвоєно титул Бахадур-хана.
У 1923 році став членом Законодавчої ради Пенджабу в Лахорі, через рік став заступником голови. З січня по вересень 1925 року був головою Законодавчої ради, а опісля призначений міністром освіти. У 1926 році обраний повноважним делегатом, який представляв Британську Індію на VII Асамблеї Ліги Націй. У 1927 році зведений в лицарі Британської імперії. У січні 1929 року призначений членом Міжнародної комісії з інтелектуальної співпраці Ліги Націй (попередниці ЮНЕСКО) — разом з норвезькою радіохімікінею Еллен Гледич, латвійським хіміком Мартіном Пріманісом і чехословацьким сходознавцем  Бедржихом Грозним. Термін його повноважень закінчився з припиненням діяльності Комісії під час Другої світової війни.
У 1935 році став членом урядової ради Британської Індії. У 1941 році очолив асоціацію «Анджуман-і-Хамайат-і-Іслам» (На службі ісламу). Був активним діячем партії «Мусульманська ліга».
Як літературний критик написав ряд досліджень про творчість письменників урду — Галіба, Халі, Акбара,  Назіра Ахмада, Шіблі Нуманія, Ікбала.